# Rolf Hartung (Künstler)
Rolf Hartung  (* 31. Juli 1908 in Quedlinburg; † 7. Oktober 1995 in Hannover) war ein deutscher Kunsterzieher, Maler und Autor.

## Leben

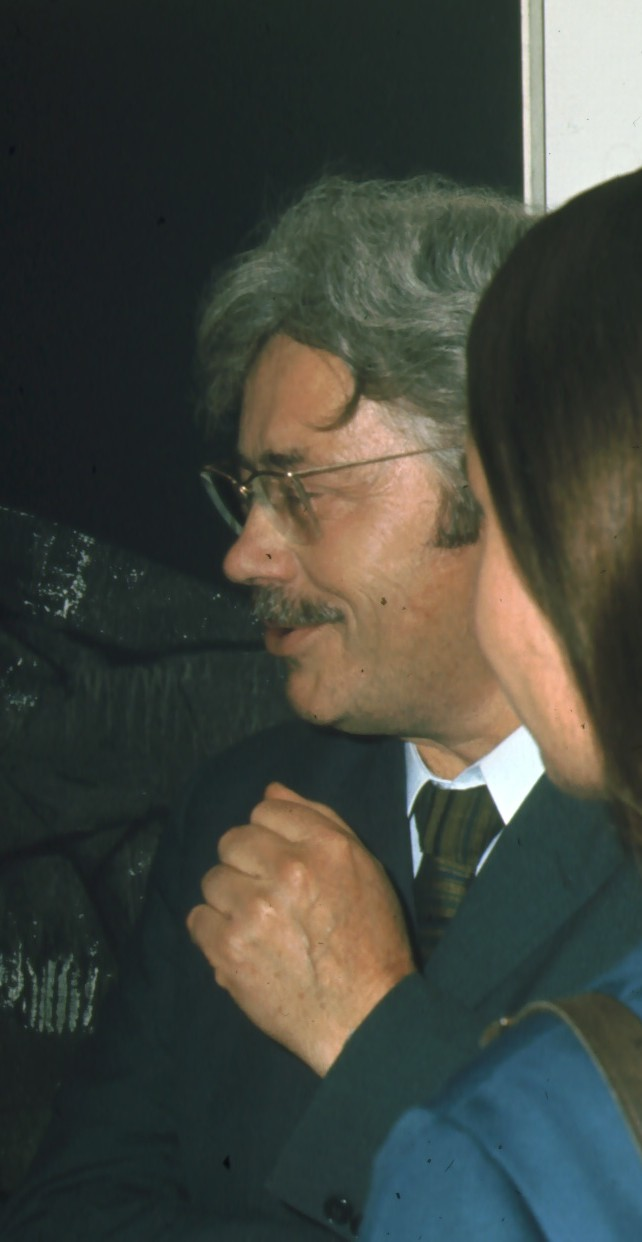
Rolf Hartung, 1969

Er war der älteste Sohn des Weinhändlers Gustav Hartung und seiner Frau Frieda und wurde im Haus Pölle 22 in Quedlinburg geboren. Hier verbrachte er auch seine Kindheit und Jugend. Nach dem Abitur an der GutsMuths Oberrealschule begann er 1928 das Kunststudium in Düsseldorf, Weimar, Breslau und Berlin. Er war Schüler von Otto Mueller und Alexander Kanoldt (Neue Sachlichkeit).
Nach dem Staatsexamen arbeitete er als Kunstlehrer in Halle und Egeln bei Magdeburg. Im Zweiten Weltkrieg wurde er mit dem Eisernen Kreuz ausgezeichnet. Nach der Flucht in die Bundesrepublik Deutschland 1954 war er Kunstlehrer am Kaiser-Wilhelm-Gymnasium Hannover, später Dozent an der Werkkunstschule Hannover und den Pädagogischen Hochschulen Hildesheim und Kiel.
Verheiratet war er mit der Ärztin Ruth Hartung, mit der er drei Töchter hatte.

## Einfluss
Die Einflüsse durch das Kunstdiktat des Dritten Reiches, der DDR und der westdeutschen Moderne blieben unwesentlich. Die Flucht aus der DDR nach West-Berlin 1953 war ein Wendepunkt in seinem Leben, da er seine bisherigen Arbeiten bei der überstürzten Flucht zurücklassen musste. Nur eine kleine Mappe mit seinen Kriegszeichnungen konnte er mitnehmen. Bis auf einige Bilder, die durch seine Mutter und einen Freund gerettet werden konnten, ist sein Œuvre aus über zwanzig Jahren verschollen oder vernichtet. In seinen späteren Lebensjahren wendete er sich mehr dem Lackfarbenbild zu.

## Werk
Rolf Hartung ist der Verfasser von sieben werkpädagogischen Büchern, die im Otto-Maier-Verlag Ravensburg erschienen sind und in mehrere Sprachen übersetzt wurden. Sie behandelten das Material-Form-Funktion-Prinzip. Zu ihrer Zeit haben sie im kunstpädagogischen Bereich Breitenwirkung gehabt.
- Alte Kinderreime, Metzner & Lohmann, Egeln, 1947
- Textiles Werken, (Spiel mit den Bildnerischen Mitteln), Otto Maier Verlag Ravensburg, 1961
- Farbe und Gewebe (Spiel mit den Bildnerischen Mitteln), Otto Maier Verlag Ravensburg, 1964
- Wellpappe (Spiel mit den Bildnerischen Mitteln), Otto Maier Verlag Ravensburg, 1965
- Faden und Gewebe (Spiel mit den Bildnerischen Mitteln), Otto Maier Verlag Ravensburg, 1984
- Sperrholz, (Werken instruktiv), Otto Maier Verlag Ravensburg, 1969
- Ton, (Werken instruktiv), Otto Maier Verlag Ravensburg, 1971
- Lichtspuren, (Werken instruktiv), Otto Maier Verlag Ravensburg, 1972
- Feldpostnummer 11063 – Das Kriegstagebuch, – Eigen-Verlag, 1995, ISBN 3-00-000169-7.
- Vade mecum, Liebhaber-Ausgabe Siebdrucke mit Gedichten von Catull, limitierte Auflage
- Eine Kindheit in der Hölle, in: Quedlinburg, Geschichten aus den vergangenen Jahrhunderten, Ruth Gerig Verlag, 2000